# Лютьегаст
Лютьегаст (нидерл. Lutjegast) — нидерландская деревня в провинции Гронинген. Административно подчиняется общине Вестерквартир.
В переводе с диалекта нидерландского языка, употребляемого в Гронингене, «lutje» означает маленький, «gast» или «gaast» — «песчаную почву».

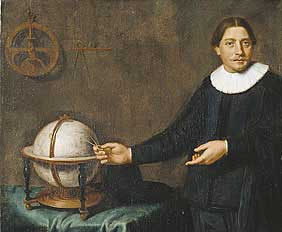
Абель Тасман

Лютьегаст известен как место рождения Абеля Тасмана, первооткрывателя Новой Зеландии. Дом, в котором он родился и жил, не сохранился, но тем не менее жители деревни увековечили его имя, установив монумент, мемориальную табличку и назвав его именем улицу.